# 27.º Prêmio Angelo Agostini
O 27.º Prêmio Angelo Agostini (também chamado Troféu Angelo Agostini) foi um evento organizado pela Associação dos Quadrinhistas e Caricaturistas do Estado de São Paulo (ACQ-ESP) com o propósito de premiar os melhores lançamentos brasileiros de quadrinhos de 2010 em diferentes categorias.

## História
Nesta edição do Prêmio Angelo Agostini foi criada uma nova categoria: "melhor lançamento independente". O critério de eligiblidade é o mesmo da categoria de "melhor lançamento" (publicação de artistas nacionais cuja primeira edição, número especial ou exemplar único tenha sido lançado no ano anterior), porém sendo voltado exclusivamente para quadrinhos editados pelo próprio autor ou por pequenas editoras com baixa tiragem.
A forma de votação não sofreu alteração em relação aos anos anteriores: Com o voto aberto para qualquer interessado, seja profissional ou leitor de quadrinhos, cada eleitor escolhe até duas opções de vencedores por categoria, classificando como primeiro e segundo lugar (com exceção da categoria "mestre do quadrinho nacional", onde puderam ser escolhidos até cinco nomes, sem ordem de preferência). As cédulas foram enviadas até o dia 5 de janeiro por correio ou e-mail.
A cerimônia ocorreu em 5 de fevereiro no Instituto Cervantes de São Paulo, com apoio da gibiteria Comix Book Shop, da Inarco Internacional (responsável pela confecção dos troféus) e do coletivo Quarto Mundo. A abertura do evento foi com a palestra "O Universo da Turma da Mônica Jovem", com a participação de Marcelo Cassaro e Petra Leão. Além disso, durante toda a premiação ocorreu a exposição "Angelo Agostini invade o Instituto Cervantes" e a criação de uma HQ coletiva gigante, feita por todos os quadrinistas presentes.

## Prêmios
| Categoria                    | Vencedores                                                                       |
| ---------------------------- | -------------------------------------------------------------------------------- |
| Mestre do Quadrinho Nacional | Dag Lemos                                                                        |
| Mestre do Quadrinho Nacional | Eduardo Vetillo                                                                  |
| Mestre do Quadrinho Nacional | E.C. Nickel                                                                      |
| Mestre do Quadrinho Nacional | Elmano Silva                                                                     |
| Mestre do Quadrinho Nacional | Novaes                                                                           |
| Desenhista                   | Hélcio Rogério                                                                   |
| Roteirista                   | Marcos Franco                                                                    |
| Lançamento                   | Bando de Dois Danilo Beyruth (Zarabatana Books)                                  |
| Troféu Jayme Cortez          | José Salles                                                                      |
| Fanzine                      | QI Edgard Guimarães                                                              |
| Cartunista                   | Marcio Baraldi                                                                   |
| Lançamento independente      | Lucas da Vila de Sant'anna da Feira Marcos Franco, Marcelo Lima e Hélcio Rogério |